# Edith de Mercia
Edith, también Ealdgyth, fue hija de Aelfgar, conde de Mercia, esposa de Gruffydd ap Llywelyn (m. 1063), gobernador de todo Gales, y más tarde esposa y reina consorte de Harold Godwinson, rey de Inglaterra en 1066.

## Familia
Aelfgar, el padre de Edith, fue nombrado varias veces conde de Anglia Oriental en la década de 1050, y conde de Mercia hacia 1057, sucediendo a su padre, el conde Leofric. La madre de Edith fue probablemente Ælfgifu, y Edwin, el siguiente conde de Mercia, y Morcar, conde de Northumberland, sus hermanos.
En 1055, Aelfgar fue exiliado del reino por el delito de traición. Fue a Irlanda para reunir tropas y formó una alianza con Gruffydd ap Llywelyn, que había sido rey de Gwynedd (1039-1055), pero que asumió la soberanía de todo Gales en 1055. Aelfgar y Gruffydd invadieron Inglaterra y saquearon Hereford, humillando al conde Raúl el Tímido, que necesitó llamar apoyo externo para rechazar la invasión. Cuando se firmó la paz, Aelfgar fue repuesto como conde de East Anglia antes de suceder a su padre como conde de Mercia (hacia 1057).

## Matrimonios y descendencia
Probablemente fue ese año que Edith se casó con Gruffydd ap Llywelyn. Guillermo de Jumièges la describe como una mujer de gran belleza. Walter Map también escribió sobre una bella dama muy querida por el rey, y es posible que se refiriera a Edith. Por su matrimonio se le dio una pequeña cantidad de tierra en Inglaterra, aunque el único patrimonio que se le conoce sin duda es el de Binley, en Warwickshire. Edith dio a luz una hija llamada Nest, que más tarde se convertiría en la esposa de Osbern Fitz-Richard, un marqués de Herefordshire. La alianza entre el padre y el marido de Edith fue de gran importancia para resistir al creciente poder de los Godwin. En 1057, Harold se añadió el título de conde de Hereford. Al año siguiente, Aelfgar fue proscrito por segunda vez, pero fue restituido en su cargo rápidamente. Las últimas noticias que tenemos de él son de 1062 y parece haber muerto hacia 1063, cuando Harold Godwinson invadió Gales. Gruffydd fue asesinado en ese evento.
Más tarde Edith se convirtió en la esposa y la reina consorte de Harold, el enemigo de su difunto marido. No se conoce la fecha del matrimonio, pero debió haber tenido lugar antes de la Conquista, ya sea antes o después de la coronación de Harold como rey de Inglaterra (enero de 1066). Parece que lo que motivó que Harold eligiera a Edith como esposa no fue sólo obtener el apoyo de la casa de Mercia, sino también debilitar los vínculos entre esta y los gobernantes del norte de Gales. En cualquier caso, Edith pronto iba a enviudar por segunda vez: en octubre de ese año Harold fue derrotado y muerto en la Batalla de Hastings, que se libró contra las fuerzas invasoras de Guillermo el Conquistador. Al conocer la noticia de la muerte de Harold, los hermanos de Edith fueron a Londres en busca de ella y de inmediato la enviaron a Chester para que se refugiara allí, no se sabe qué pasó con ella después. Harold tuvo varios hijos con su concubina Edith Cuello de Cisne, pero su matrimonio con Edith no produjo ninguna descendencia. Se ha sugerido que Edith puede haber sido la madre del hijo homónimo de Harold, pero esta posibilidad no es aceptada universalmente.

## En la ficción
Edith es el personaje principal de la novela histórica The Wind From Hastings (El Viento De Hastings), que fue escrita por Morgan Llywelyn, y se publicó en 1978.
La historia de Edith se cuenta en Peaceweaver, una novela de Judith Arnopp publicado en noviembre de 2009.